# Lychnis
Lychnis és un gènere de plantes amb flor de la família de les cariofil·làcies.

## Particularitats
Les espècies d'aquest gènere són natives d'Europa, Àsia i l'Àfrica del nord.
El gènere Lychnis està estretament emparentat amb el gènere Silene.

## Algunes espècies
Entre les espècies més importants cal mencionar:
- Lychnis alpina - Cucut dels Alps
- Lychnis chalcedonica - Creu de Malta
- Lychnis cognata
- Lychnis coeli-rosa - Rosa del cel
- Lychnis coronaria
- Lychnis coronata - Cucut coronat
- Lychnis flos-cuculi - Cucut de rec
- Lychnis flos-jovis - Flor de Júpiter
- Lychnis fulgens
- Lychnis nivalis
- Lychnis senno
- Lychnis sibirica - Cucut siberià
- Lychnis sieboldii
- Lychnis viscaria - Cucut viscós
- Lychnis wilfordii
- Llista completa